# FC Volendam in het seizoen 1999/00
Het seizoen 1999/2000 was het 45e jaar in het bestaan van de Volendamse betaaldvoetbalclub FC Volendam. De club kwam uit in de Nederlandse Eerste divisie en eindigde daarin op de 17e plaats. Tevens deed de club mee aan het toernooi om de KNVB Beker, hierin werd in de tweede ronde verloren van Heracles Almelo (0–3).

## Wedstrijdstatistieken

### Eerste divisie
|       | ADO Den Haag | Dordrecht '90 | Eindhoven | Emmen | Excelsior | Go Ahead Eagles | FC Groningen | HFC Haarlem | Helmond Sport | Heracles Almelo | NAC   | RBC Roosendaal | Telstar | TOP Oss | BV Veendam | VVV   | FC Zwolle |
| ----- | ------------ | ------------- | --------- | ----- | --------- | --------------- | ------------ | ----------- | ------------- | --------------- | ----- | -------------- | ------- | ------- | ---------- | ----- | --------- |
| Thuis | 2 – 1        | 2 – 4         | 1 – 2     | 2 – 2 | 1 – 3     | 2 – 2           | 0 – 0        | 1 – 0       | 1 – 3         | 1 – 0           | 1 – 3 | 2 – 1          | 0 – 3   | 2 – 0   | 1 – 1      | 1 – 2 | 1 – 6     |
| Uit   | 0 – 3        | 1 – 3         | 1 – 0     | 4 – 0 | 4 – 0     | 4 – 1           | 3 – 0        | 2 – 2       | 2 – 1         | 3 – 0           | 5 – 2 | 3 – 0          | 3 – 1   | 1 – 2   | 2 – 0      | 2 – 2 | 2 – 2     |

### KNVB Beker
| Groepsfase                                           | Hollandia                                                  | 1 – 4 (0 – 2) | FC Volendam                                                      |
| 10 augustus 1999 Plaats: Hoorn Sportpark Julianapark | Ricardo Appelman 80'                                       |               | 3' Arie Obdam 38' Jan Bruin 48' Lenny Macnack 88' Joeri Molenaar |
| Groepsfase                                           | FC Volendam                                                | 0 – 0         | Telstar                                                          |
| 25 augustus 1999 Plaats: Volendam Veronicastadion    |                                                            |               |                                                                  |
| 2e ronde                                             | Heracles Almelo                                            | 3 – 0 (2 – 0) | FC Volendam                                                      |
| 22 september 1999 Plaats: Almelo Polman Stadion      | Edwin Godee 31' (pen.) Erwin Looms 44' Roy van de Mije 86' |               |                                                                  |

## Statistieken FC Volendam 1999/2000

### Eindstand FC Volendam in de Nederlandse Eerste divisie 1999 / 2000
| Stand | Gespeeld | Gewonnen | Gelijk | Verloren | Punten | Doelpunten voor | Doelpunten tegen |
| ----- | -------- | -------- | ------ | -------- | ------ | --------------- | ---------------- |
| 17e   | 34       | 8        | 7      | 19       | 31     | 40              | 75               |

### Topscorers
| #                 | Naam                    | Goal |
| ----------------- | ----------------------- | ---- |
| 1.                | Jan Bruin               | 10   |
| 2.                | Niels Kokmeijer         | 7    |
| 2.                | Yuri Rose               | 7    |
| 4.                | Raymond Beerens         | 5    |
| 5.                | Maurice Buys            | 3    |
| 6.                | Misha Salden            | 2    |
| 7.                | Ibrahim Babangida       | 1    |
| 7.                | Arturo ten Heuvel       | 1    |
| 7.                | Joeri Molenaar          | 1    |
| 7.                | Quincy van Ommeren      | 1    |
| 7.                | Robert-Jan Ravensbergen | 1    |
| Onbekend doelpunt |                         |      |
| –                 | Onbekend                | 1    |
| Totaal            | Totaal                  | 40   |

| #      | Naam           | Goal |
| ------ | -------------- | ---- |
| 1.     | Jan Bruin      | 1    |
| 1.     | Lenny Macnack  | 1    |
| 1.     | Joeri Molenaar | 1    |
| 1.     | Arie Obdam     | 1    |
| Totaal | Totaal         | 4    |